# Woodlynne
Woodlynne è un comune degli Stati Uniti d'America, situato nello stato del New Jersey, nella contea di Camden.